# Armia
Armia (v českém překladu armáda) je polská punkrocková kapela založená v roce 1984 Tomaszem Budzyńskim, Sławomirem Gołaszewskim a Robertem Brylewskim. Do své tvorby dokáže zakomponovat i jiné žánry jako např. alternativní či avantgardní metal. Zpočátku působila ve Varšavě, později v Poznani a okolí.
Stejnojmenné debutové studiové album vyšlo v roce 1987.

## Diskografie
Studiová alba
- Armia (1987)
- Legenda (1991)
- Czas i byt (1993)
- Triodante (1994)
- Duch (1997)
- Droga (1999)
- Pocałunek mongolskiego księcia (2003)
- Ultima Thule (2005)
- Der Prozess (2009)
- Freak (2009)
- Podróż na Wschód (2012)
- Toń (2015)